# Adelheid Marie van Anhalt-Dessau
Adelheid Marie van Anhalt-Dessau (Dessau, 25 december 1833 - Königstein im Taunus, 24 november 1916) was een dochter van prins Frederik van Anhalt-Dessau en van Marie Louise Charlotte van Hessen-Kassel.  Zij was de laatste hertogin van Nassau en de eerste groothertogin-gemalin van Luxemburg uit het huis Nassau.

## Biografie
Adelheid werd in 1851 de tweede echtgenote van hertog Adolf van Nassau. Het paar kreeg de volgende kinderen:
- Willem (1852-1912), groothertog van Luxemburg
- Frederik (1854-1855)
- Marie(1857-1857)
- Frans(1859-1875)
- Hilda (1864-1952), gehuwd met Frederik II van Baden.

In 1866 verloor haar echtgenoot na de Duitse Oorlog het hertogdom Nassau, dat door Pruisen werd geannexeerd.
In 1890 stierf koning Willem III der Nederlanden, tevens groothertog van Luxemburg, zonder mannelijke nakomelingen na te laten. Zijn dochter Wilhelmina erfde de Nederlandse troon, maar het groothertogdom van Luxemburg was niet overerfbaar in de vrouwelijke lijn. Conform de bepalingen van de Erneuerte Nassauische Erbverein ging de titel op 23 november 1890 over op Adolf van Nassau.  Adelheid Marie werd daarmee groothertogin-gemalin van Luxemburg.